# Ernest Laroche
Pour les articles homonymes, voir Laroche.
Ernest Laroche est un homme politique français, né le 4 octobre 1887 à Châteldon (Puy-de-Dôme) et décédé le 8 décembre 1962 à Puy-Guillaume (Puy-de-Dôme)

## Biographie
D'abord verrier, puis administrateur de coopératives et membre du conseil d'administration de La Montagne, il est élu maire de Puy-Guillaume le 6 février 1926. Candidat socialiste aux législatives de 1928, il bat de justesse le maire de Thiers, Jean-Jacques Cotillon par 8 975 voix contre et 8 512. En 1932, il cède son siège au « socialiste indépendant » Claude Pradel par 9 136 voix contre 9 667 puis retrouve l'assemblée nationale dès le premier tour de scrutin avec la victoire du Front populaire en 1936. Le 10 juillet 1940, il vote pour les « pleins pouvoirs » demandés par Pétain.

Dans son activité parlementaire, il a notamment défendu la coutellerie thiernoise et participé aux commissions de l'hygiène, des colonies, et des douanes. Il était décoré de la Croix de guerre, de la Médaille militaire et de la Légion d'honneur.
Une rue porte son nom à Puy-Guillaume.

## Mandats parlementaires
- 1928 - 1932 : député du Puy-de-Dôme SFIO
- 1936 - 1940 : député du Puy-de-Dôme SFIO

## Mandats politiques locaux
- 1926 - ? Maire de Puy-Guillaume

## Sources
- « Ernest Laroche », dans le Dictionnaire des parlementaires français (1889-1940), sous la direction de Jean Jolly, PUF, 1960 [détail de l’édition]